# 祖国纪事
祖国纪事（俄语：Отечественные записки）是1818年至1884年在圣彼得堡出版的俄罗斯文学月刊，主要面向自由派知识分子。伊凡·冈察洛夫的《奥勃洛莫夫》、陀思妥耶夫斯基的《雙重人格》和《少年》、米哈伊尔·叶夫格拉福维奇·萨尔蒂科夫-谢德林的《戈洛夫廖夫老爷们》等作品首次在该刊物上发表。《祖国纪事》于1830年一度关闭，复刊后定期发表维萨里昂·别林斯基和亞歷山大·赫爾岑的文章，其他知名作者还包括：米哈伊爾·巴枯寧、季莫菲·尼古拉耶维奇·格拉诺夫斯基、 尼古拉·阿列克谢耶维奇·涅克拉索夫、伊万·屠格涅夫、弗拉基米尔·达尔等。